# 이휘재
이휘재(李輝宰, 본명: 이영재(李永宰), 1972년 12월 29일~)는 대한민국의 개그맨, 방송인이다. 현재는 조용히 아내와 아들들과 캐나다벤쿠버에 거주중이다.

## 생애
경상북도 문경시에서 아버지 이강일과 어머니 김신자 사이에서 1남 2녀 중 막내로 출생한 그는 한때 인천에서 잠시 유아기를 보낸 적이 있으며 1991년 연극배우로 데뷔했다. 같은 해 1991년 MBC 예능 FD로 일하다가 1992년 MBC의 《일요일 일요일 밤에》에 발탁되어 《인생극장》으로 인기를 얻었고, '그래, 결심했어'와 '롱다리'가 유행어가 되었는데 이에 앞서 SBS에 특채(91년 6월)로 들어갔으나 학업 때문에  포기해야 했다.
1994년 12월 13일 현역으로 입대하였고 1997년 2월 13일에 제대하였다. 제대 이후 잠시 주춤하기도 했으나 시청률 30%에 육박했던 1999년 SBS 《남희석 이휘재의 멋진만남》에서 각각 남재벌, 이바람이란 별명으로 남희석과 콤비로 활약하며 재기하였다.
1998년 MBC 표준FM 《별이 빛나는 밤에》DJ로 발탁되었고, 2003년 6월부터 2004년 5월까지 KBS2 시트콤 《달려라 울엄마》에 신용카드회사 영업노동자 역으로 출연하였으며, 2003년부터 2012년까지 9년간 KBS2 《스펀지》를 진행하였다.
2010년 12월 5일 지인의 소개로 만난 8살 연하의 플로리스트 문정원과 결혼하였고 2013년 3월 15일에는 이란성 쌍둥이 이서언, 이서준이 태어났다.  KBS2 《비타민》, JTBC 《닥터의 승부》 등 프로그램에서 활동하였으나 논란이 터지면서 모든 활동을 접고 2022년 8월에 캐나다로 이민을 갔다.

## 학력
- 서울예술대학교 연극학과 (91학번) (졸업)

## 에피소드
- 이경규가 몰래 카메라를 촬영할 당시 《우정의 무대》진행자였던 이상용의 몰래 카메라를 촬영하기 위해 가짜 우정의 무대를 기획하였고, 이때 이휘재는 개그맨으로 데뷔를 하기 이전이었고 스텝인 FD였는데 이경규의 요구로 가짜 우정의 무대에 가짜 군인 아들로 출연하기 위해 삭발을 했다. 그러나 군부대에서 허가를 해 주지 않아 불발로 끝나고 말았고 이휘재는 남몰래 눈물을 흘렸다.[5][6]

- 2008년 이휘재는 일본에서 팬미팅을 가졌고 스매쉬가 축하공연을 했다.

- 2009년 12월 16일 MBC 김구산 PD는 서울예술종합학교 특강에서 가장 성실한 연예인으로 이휘재를 꼽았다. 김구산 PD는 가장 성실한 연예인은 누구냐는 질문을 받자 이휘재를 꼽으면서 "이휘재는 항상 다른 사람보다 일찍 도착하여 대본을 숙지하고 촬영준비를 미리한다. 지금까지 같이 활동을 하면서 이휘재 보다 먼저 준비하는 사람을 본적이 없다."고 말했다.[7][8]

- 2012년 9월 2일 이휘재는 팬들과 데뷔 20주년 행사를 가졌으며 정준하가 참석했고 몬스터즈가 축하공연을 했다.

- 2014년 5월 4일 슈퍼맨이 돌아왔다 방송분에 친한 야구선수인 양준혁이 방문했었을 때 그는 쌍둥이들 중에 서준이를 보고 개그맨 김준현을 닮았다고 그랬다. 같은 시각 아내의 남동생까지 방문했을 때 이휘재는 양준혁이 서준이를 보고 아까와 같은말을 했는데 그도 전에도 말을 하려고 한것도 마찬가지였다. 같은해 6월 15일에는 김준현은 이휘재네 집을 찾아 서준이와 대면했다. 그는 리틀 김준현으로 불릴 만큼 서준이와 김준현의 닮은 외모로 화제가 된 상태가 되었다. 6월 22일에는 개그콘서트에 방영된 코너 '존경합니다'에서 일주일 전에 방송되었던 닮은 모습의 사진까지 나오게 되었다.

- 2014년 5월 6일 최근 Y-STAR 부부감별쇼 리얼리? 녹화에서 "아내에게 속아서 결혼했으며, 이 결혼은 사기"라고 주장했다. 이휘재는 "나도 아내와 8살 차이가 난다. 하지만 나는 1972년 12월생이라 늦은 72년생이고, 아내는 1980년생이지만 빠른 80년생이라서 따지고 보면 7살 차이"며 "나는 아내에게 나이를 속아 결혼했으며 이 결혼은 사기"하고 주장했다. 이에 다른 출연자들은 “그게 무슨 사기냐?”라며 이휘재를 비난했지만, “처음에 아내를 만날 당시 아내가 자신은 강남구 수서동에 산다고 했지만 알고 보니 용인 수지에 살고 있었다”며 이건 명백한 사기라고 다시 한 번 강조해 웃음을 자아냈다.
- 8사단 신병교육대 1중대에 입대하였으며 90번 훈련병으로서 내무반 대표를 맡았다. 훈련소에서는 '이휘재'라는 예명이 아닌 본명을 사용했다. 매주 일요일 종교행사는 천주교에 참가했는데, 당시 기독교가 초코파이와 커피 등 간식이 풍부해서 훈련병들이 많이 몰려들었으나 이휘재가 훈련소에 있는 동안에는 타 중대 훈련병들이 천주교로 몰려들어 예배당은 북새통을 이루었다. 이휘재가 훈련소를 퇴소할 때 정준하가 면회를 왔다.

## 비판
이경규에 의해서 발탁되었으나 방송인으로서의 능력은 아주 좋지 않다. 남희석 이휘재의 멋진 만남에서는 말이 2MC지 실상은 남희석 혼자 진행하다시피 했으며, 공포의 쿵쿵따의 경우에는 초중반까지만 해도 이휘재 본인이 프로그램을 통제하고 이끄는 등 비중이 많았으나, 갈수록 유재석과 강호동의 조합이 프로를 더 성공하게 했을 뿐 이휘재의 활약과 비중은 갈수록 줄어들었다. 상상플러스 역시 컨츄리 꼬꼬가 맹활약을 했을 뿐 이휘재는 '출연료 낭비'라는 소리를 들을 정도로 진행 능력도 형편없고 활약상도 별로 없어 결국 이휘재는 실력 부족으로 하차하고 그 대신 이효리가 상상플러스에 합류했다.
2015년 KBS 연예대상에서는 "주병진 선생님께 이 영광을 돌린다"는 엉뚱한 수상 소감을 하는 바람에 자신을 발굴해 준 면전에 있던 이경규의 기분을 일그러지게 했으며, 2016년 SBS 연기대상 시상식에서는 성동일에게 막말을 하거나 형편없는 진행을 하는 등의 물의를 일으켰다.
배우자 문정원 및 아들들과 같이 층간 소음을 일으키거나 각종 구설수들을 자주 일으키는 등의 행동으로 인해 주변 사람들에게 비판을 받았으며 논란이 커지자 현재는 모든 활동을 중단하고 캐나다로 이민을 떠났다.

## 출연작/진행 활동

### 버라이어티 쇼
종료
KBS
- 《연중 라이브》 (2020년 7월 3일 ~ 2022년4월8일) (KBS2)
- 《해피선데이》 슈퍼맨이 돌아왔다 (KBS2) (2013년 11월 3일 ~ 2018년 4월 8일)
- 《가족오락관》 (KBS) - 게스트 출연
- 《TV는 사랑을 싣고》 (KBS) - 게스트 출연
- 《이유있는 밤》 (2001년 ~ 2002년 KBS)
- 《슈퍼TV 일요일은 즐거워》 (2001년 ~ 2002년 KBS2)
- 《뮤직뱅크》 진행자 (2000년 ~ 2002년 KBS2)
- 《상상플러스》 (2004년 ~ 2008년 KBS2)
- 《한국이 보인다》 (1999년 ~ 2001년 KBS2)
- 《개그콘서트》 (2006년 12월 24일 KBS2) 패션7080 코너 게스트
- 《천하무적 토요일 - 삼촌이 생겼어요》 (2009년 KBS2)
- 《스펀지 0》 (2003년 ~ 2012년 KBS2)
- 《슈퍼독》 (2013년 10월 26일 ~ 2013년 12월 28일 KBS2)
- 《우리동네 예체능》 (2014년 11월 4일 KBS2)
- 《비타민》 (2013년 4월 10일 ~ 2017년 3월 9일) (KBS2)
- 《추석 특집 생존의 법칙》 (2017년 10월 3일 KBS2) 진행

MBC
- 《청춘행진곡》 (MBC) - 매우 짧은 기간 동안 출연
- 《코미디 동서남북》 (MBC)
- 《오늘은 좋은날》 (MBC)[9]
- 《일요일 일요일 밤에》 (MBC)
- 《인생극장》 (1993년 ~ 1994년, 1997년)
- 《동안클럽》 (2007년 ~ 2008년)
- 《우리 결혼했어요》 (2008년)
- 《세상을 바꾸는 퀴즈》 (2008년 ~ 2009년)
- 《헌터스》 (2009년 ~ 2010년)
- 《에코 하우스》 (2010년)
- 《별바라기》 (2014년 5월 1일 MBC)
- 《세상을 바꾸는 퀴즈》(2008년 5월 25일 ~ 2014년 11월 22일 MBC)
- 《천생연분 리턴즈》 (2015년 3월 10일 ~ 2015년 5월 22일 MBC)

SBS
- 《뷰티풀 선데이》 (2001년 SBS)
- 《엠카운트다운》 진행자 (2004년 ~ 2005년 M.net)
- 《남희석 이휘재의 멋진만남》 (1999년 ~ 2000년 SBS)
- 《토요일이 온다》 (2002년 SBS)
- 《기분전환 수요일》 (2002년 SBS)
- 《코미디 타운》 (2002년 ~ 2003년 SBS)
- 《태극기 휘날리며》 (2010년 SBS)
- 《일요일이 좋다 - 영웅호걸》 (2010년 ~ 2011년 SBS)
- 《슈퍼매치》 (2013년 8월 16일 ~ 2013년 8월 23일 SBS)
- 《도전 1000곡》 (2008년 4월 6일 ~ 2014년 6월 22일 SBS)
- 《보컬 전쟁 : 신의 목소리》 (2016년 2월 10일 SBS)
- 《설 특집 먹스타 총출동》 (2016년 2월 8일 SBS)
- 《보컬 전쟁 : 신의 목소리》 (2016년 3월 30일 ~ 2016년 8월 15일) (SBS)
- 《백종원의 3대 천왕》 (2015년 8월 28일 ~ 2016년 11월 19일) (SBS)

타사
- 《순위 정하는 여자》 (2009년 ~ 2011년 QTV)[10]
- 《다이아몬드걸》 (2012년 QTV)
- 《당신을 구하는 TV, 우리는 형사다》 (2012년~ 2013년 JTBC)
- 《익스트림 7》 (2013년 04년 13일 ~ 2013년 6월 22일 MBC every1)
- 《다이어트 마스터》 (2013년 6월 7일 ~ 2013년 8월 23일 Story On)
- 《미용실》 (2014년 1월 15일 ~ 2014년 1월 22일 채널A)
- 《부부감별쇼 리얼리?》 (2014년 4월 1일 ~ 2014년 6월 17일 K-STAR)
- 《시청률의 제왕 시즌 1》 (2014년 5월 3일 ~ 2014년 8월 16일 KBS W)
- 《빅스타 리틀스타》 (2014년 7월 19일 ~ 2014년 8월 9일 JTBC)
- 《고래전쟁》 (2014년 7월 29일 ~ 2014년 8월 19일 tvN)
- 《시청률의 제왕 시즌2》 (2014년 9월 27일 ~ 2014년 12월 13일 KBS W)
- 《키즈 돌직구쇼 – 내 나이가 어때서》 (2015년 9월 1일 ~ 2015년 10월 13일 JTBC)
- 《도시탈출 외인구단》 (2015년 12월 5일 ~ 2016년 1월 9일 MBN)
- 《개밥 주는 남자》 (채널A) - 특별출연
- 《빨간핸드백》 (2015년 6월 13일 ~ 2015년 12월 5일 KBS W)
- 《아바타 셰프》 (2015년 11월 11일 ~ 2016년 2월 3일 O'live)
- 《어쩌다 어른》 (2016년 4월 14일  tvN)
- 《코미디 빅리그》 (2017년 tvN)
- 《아내의 맛》 (2018년 6월 5일 ~ 2021년 4월 13일) (TV조선)
- 《화요청백전》 (2021년 4월 27일 ~ 2021년 6월 22일) (TV조선)
- 《와카남》 (2021년 6월 29일 ~ 2021년 11월 30일) (TV조선)
- 《내일은 야구왕》 (2021년 7월 24일 ~ 2021년 10월 2일) (채널A)
- 《기부 앤 테이크, 사세요》 (2018년 11월 30일 ~ 2019년 2월 13일) (MBN)
- 《맨땅에 한국말》 (2020년 2월 25일 ~ 2020년 4월 7일) (SBS Plus)
- 《부캐전성시대》 - 휘바 (2021년 12월 19일 ~ 2022년 2월 20일) (TV조선)

### 라디오
- 1993년 MBC-표준 FM 《여성시대》 - <야외공개방송> 진행 (이휘재, 이영자 공동진행)
- 1993년 MBC-표준 FM 《별이 빛나는 밤에》 - <사서함 사연> 코너 진행
- 1993년 MBC-FM 《이승연의 FM 데이트》 - 화요일 <공개방송>, 목요일 <퀴즈퀴즈> 코너 진행
- 1993년~1994년 MBC-FM 《고소영의 FM 데이트》 - 화요일 <공개방송>, 목요일 <퀴즈퀴즈> 코너 진행
- 1994년 MBC-FM 《이휘재의 FM은 내 친구》 DJ
- 1998년~2000년 MBC-표준 FM 《이휘재의 별이 빛나는 밤에》 DJ (16대 별밤지기 1998년 4월 13일~2000년 4월 16일)
- 2001년 MBC-FM4U 《김원희의 정오의 희망곡》 - 수요일 코너 <두남자와 얘기바구니> 진행 (이휘재, 유재석 공동 진행)[11][12]
- 2002년 1월 3일 MBC-FM4U 《진표의 라디오천국》 - 목요일 코너 <꽃다방19> 일일 DJ
- 2005년 위성DMB 코미디 오디오채널 개그스테이션 《이휘재의 센세이션》 DJ[13]
- 2007년 4월 30일 SBS-러브FM 《이경실의 세상을 만나자》 첫회 특별 초대 손님[14]
- 2007년 7월 30일 SBS-파워FM 《김창렬의 올드 스쿨》 특별 초대 손님[15]
- 2007년 12월 26일 SBS-파워FM 《정지영의 스위트뮤직박스》 특별 초대 손님
- 2012년 11월 6일 MBC-FM4U 《오늘아침 정지영입니다》 특별 초대 손님[16]

### 시상식 진행
- 2004 KBS 연예대상
- 2005 제11회 한국뮤지컬대상 시상식
- 2005 KBS 연예대상
- 2006 KBS 연예대상
- 2007 제43회 백상예술대상
- 2007 프로야구 골든글러브 시상식
- 2007 SBS 가요대전
- 2008 SBS 연예대상
- 2009 제1회 대한민국 희극인의 날
- 2009 MBC 연기대상
- 2010 제46회 백상예술대상
- 2011 KBS 가요대축제
- 2012 제48회 백상예술대상
- 2012 MBC 가요대제전
- 2013 제25회 한국PD대상 시상식
- 2013 APAN Star Awards
- 2013 KBS 가요대축제
- 2013 SBS 연기대상
- 2014 KBS 가요대축제
- 2014 SBS 연기대상
- 2015 SBS 연기대상
- 2016 KBS 연예대상
- 2016 SBS 연기대상
- 2020 제56회 대종상

### 드라마/시트콤
- MBC 《김가이가》 주연 (1994.01.23) ... 이휘재 역
- SBS 《삼색우정 - 고참은 괴로워》 주연 (1995.09.30) ... 해군 사병 역
- KBS 《남자 만들기》 주연 (1995.11.08 ~ 1995.11.30) ... 도명철 역
- SBS 《이휘재의 사나이 특공대》  주연 (1996.04.05) ... 손이병 역
- KBS 《신고합니다》 주연 (1996.07.01 ~ 1996.08.27) ... 안병승 역
- MBC 《남자 셋 여자 셋》 주연 (1998.03.23 ~ 1998.09.18) ... 이휘재 역
- SBS 《내 사랑 한지순》 주연 (1999.02.17) ... 양복기 역[17][18]
- KBS 《멋진친구들》  주연 (2000.05.01 ~ 2001.04.27) ... 이휘재 역
- KBS 《달려라 울엄마》 주연 (2003.06.09 ~ 2004.05.14) ... 임영재 역
- KBS 《올드미스 다이어리》 우정출연 (2004.12.13) ... 최미자 동창 영재 역
- MBC 《변호사들》 조연 (2005.07.04 ~ 2005.08.23) ... 이재서 역
- MBC 《안녕, 프란체스카 시즌3》 특별출연 (2005.09.26) ... 변호사 이영재 역
- KBS 《웃는 얼굴로 돌아보라》 특별출연 (2006.08.03) ... 고시생 역
- MBC 《최고의 사랑》 특별출연 (2011.05.04 ~ 2011.05.05) ... 세바퀴 진행자 역
- JTBC 《시트콩 로얄빌라》 특별출연 (2013.08.05) ... 허세 무당 역[19]
- JTBC 《이번 주 아내가 바람을 핍니다》 특별출연 (2016.10.28)
- KBS 《고백부부》 특별출연 (2017.11.3)

### 영화
- 1992년 《복수혈전》 단역 ... 뉴스 앵커 역
- 1993년 《빛나리랑 영자랑 휘재랑》 주연  ... 휘재 역
- 1995년 《멀고 먼 해후》 주연
- 1996년 《알바트로스》 조연 ... 주형 역
- 1997년 《할렐루야》 우정출연... 호스티스 역[20]
- 1997년 《영화-차인표와이휘재의 황색인종》
- 2000년 《그림일기》 주연 ... 도일 역
- 2003년 《싱글즈》 우정출연 ... 46번째 애인 역
- 2006년 《올드미스 다이어리 극장판》 특별출연 ... 바람둥이 남자 역[21]
- 2011년 《초대받지 못한 손님》 주연

### 연극
- 《돌아오지 않는 해병》(2002)

### 뮤지컬
- 《행진! 와이키키 브라더스》 주연 (2006) ... 정석 역[22]

### 라디오 프로그램
- 2015년 EBS FM 《EBS 책 읽는 라디오 낭독 시리즈》

### 콘서트
- 1999년 《개그클럽 테마콘서트 우리들의 수업》
- 2000년 《송은이의 상상 라이브 쇼》 (게스트)
- 2000년 《해피콘서트》
- 2001년 《2001 개그 폭력단》
- 2002년 《G - 패밀리 개그 페스티발》

### 뮤직 비디오
- 하지만 - 굳세어라 내 청춘 (2002년)
- 송은이 - 상상 (2000년)[23]
- 오로라 - 따따블 (2010년)[24]

### CF
- 크라운제과 카라멜콘과 땅콩 (1993년)
- 해태제과 끄레뻬 (1993년)
- 해태제과 칸츄리콘 (1994년) - 신동엽과 공동출연 하였다.
- 해태제과 예예 (1994년)
- 삼양식품 삼양라면 (1994년)[25]
- 삼양식품 대관령김치라면 (1994년)
- 삼양식품 큰냄비 (1994년)
- 해태제과 티피티피 (1994년)
- 해태제과 자유시간 (1994년)
- 아모레퍼시픽 화이트키스 (1997년)
- 동아제약 가그린 (1999년) - 남희석과 공동 출연하였다.
- KCC 옥장판 (1999년 - 2002년) - 남희석과 두번째 출연하였고 故 김자옥까지 공동출연하였다
- 세원종합상사 인난찌 (2000년)
- 롯데제과 위즐 (2001년)
- 해태음료 써니텐 (2002년)
- 반도스포츠 지면광고 (2002년)
- 삼성생명 모바일 컨설팅 (2010년)
- 일동제약 비오비타 (2014년) - 슈퍼맨이 돌아왔다 팀 및 최초로 실제 쌍둥이 자녀와 함께 출연하였다.
- 쿠팡 (2014년) - 쌍둥이 자녀와 함께 두번째로 출연하였고 슈퍼맨 멤버의 아빠와 자녀(장현성 제외)까지 함께 출연했다.
- 롯데카드 아이행복카드 (2015년) - 최초로 아내 문정원과 쌍둥이 자녀와 함께 단독으로 출연하였다.
- 한솔교육 핀덴베베 (2015년) - 쌍둥이 자녀와 함께 세번째로 출연하였다.
- 롯데하이마트 대한민국 에어컨 대전 (2016년) - 쌍둥이 자녀와 함께 네번째로 출연하였다.
- 오리온 젤리밥 (2016년) - 쌍둥이 자녀를 단독으로 출연하였다.

### 기타
- 제16회 MBC 창작동요제(1998년) - MC

## 기타 활동

### 홍보대사 위촉 경력
- 1994년 ~ 1995년 유니세프 대사
- 1997년 좋은사람들 제임스딘 레이싱팀 마스코트 레이서
- 2000년 이투비 홍보담당
- 2001년 교통안전 홍보대사
- 2009년 ~ 완도군 광어, 전복 명예면장
- 2012년 F1 코리아 그랑프리 홍보대사
- 2012년 안양시 홍보대사[26][27]

### 저서
- 별난 사람들의 별나지 않은 그 집 이야기 (2010년, 세바퀴 팀 지음)

### 강연
- 2012년 11월 23일 안양문화센터에서 고3 수험생 1000명을 대상으로 한 문화특강을 했다. 주제: 기도하고, 감사하며, 움직여라 (특강 출연료 전액을 소외계층을 위해 경기사회복지 공동모금회에 기부했다.)[28]

### 결혼식 사회
- 2000년 8월 19일 개그맨 남희석 결혼식 사회
- 2002년 5월 4일 개그맨 유재석 여동생 결혼식 사회
- 2002년 12월 8일 야구코치 심재학 결혼식 사회 (심재학과 충암고등학교 동기동창)
- 2002년 12월 영화PD 윤상오 결혼식 사회 (이휘재의 고등학교 시절 수학 과외선생님이었다. 윤상오 PD가 프로듀서한 영화 <싱글즈>에 우정출연하기도 했다.)
- 2003년 12월 7일 야구선수 박진만 결혼식 사회
- 2005년 3월 6일 배우 변정민 결혼식 사회
- 2005년 10월 22일 개그맨 황기순 결혼식 사회
- 2006년 5월 14일 가수 지누 • 탤런트 김준희 결혼식 사회
- 2007년 1월 23일 개그우먼 이경실 결혼식 사회
- 2008년 7월 6일 개그맨 유재석 • 아나운서 나경은 결혼식 사회
- 2009년 6월 14일 무술감독 정두홍 결혼식 사회
- 2010년 1월 9일 조범현 전 KIA 타이거즈 감독 장녀 결혼식 사회
- 2011년 6월 12일 축구선수 박주영 결혼식 사회
- 2013년 6월 28일 가수 장윤정 • 아나운서 도경완 결혼식 사회
- 2014년 12월 7일 넥센 히어로즈 야구선수 이택근 결혼식 사회
- 2014년 12월 20일 가수 신정환 결혼식 사회

외 다수의 결혼식에서 사회를 맡았다

### 스포츠 활동
《야구》
- 모교인 충암고등학교 야구단의 경기가 열릴 때는 항상 경기장을 방문하여 응원한다.

- 충주성심학교 야구단과 친선경기를 가진 이후에 충주성심학교 선수들과 문자메시지로 안부를 전하고 있다.

- 2006년 7월 22일 《2006 프로야구 올스타전 식전행사 - 25년 올스타 VS. 연예인 야구단 '한'》 경기에서 '한'의 유격수로 출전했다.

- 2007년 9월 2일 2007 MBC ESPN 연예인 야구리그 '재미삼아'의 마지막 경기에서 이휘재(한)와 안재욱(재미삼아)이 닭싸움 난투극을 하는 이벤트를 펼쳐 화제가 됐다.[29]

- 2011년 6월 16일 잠실야구장에서 아내와 함께 야구 관람을 하는 모습이 KBSN 스포츠 카메라에 잡혔다.

- 2012년 5월 26일 광주구장에서 열린 이종범 선수 은퇴식의 사회를 맡았다.

- 2012년 10월 28일 연예인 야구단 '한' : '재미삼아'의 자선경기의 출전하였고 이 경기는 SBS 《희망TV》에서 방영되었다.

- 2014년 4월 3일 서울 목동구장서 열린 2014 프로야구 넥센 히어로즈와 두산 베어스 경기에서 세계최초로 쌍둥이 아들을 업고 안은 채 시구에 나섰다.

- 2015년 4월 23일 1년전과 같은 구장에서 열린 KBO리그 두산 베어스와 넥센 히어로즈의 경기 전 시구한지 1년만에 쌍둥이 아들 서언, 서준과 함께 시구 행사를 펼쳤다. 아빠와 서언이가 지켜보는 가운데 둘째 아들 이서준이 힘차게 시구하고 있는 장면이 포착되었다.

친한 야구인
- 심재학, 이종범, 이숭용, 박진만, 양준혁, 조범현, 이병훈, 김성갑 외 많은 선수들과 친분을 유지하고 있다.

활동 팀
- 연예인 야구단 '한' (선수 - 이휘재, 유재석, 정준하, 김한석, 윤종신, 허준호, 이동욱, 이수근, 박준형, 황기순, 염용석, 배칠수, 유태웅) 1997년 창단
- 외인구단 (선수 - 이휘재, 김현철, 길윤호, 허준, 故 경동호, 김완기, 오정태, 조세호, 조현민, 최국, 이휘재 매니저 구병무)

- 야구 포지션 - 유격수, 우투양타 (스위치히터), 1번타자

- 등번호 - 51번

- 주력 활동 팀은  '한' 이고 '한'의 경기가 없을 때는 외인구단에서도 활동하고 있다.

- 2006년 ~ 2008년 MBC ESPN 연예인 야구리그 ('한' 소속으로 참가)

- 2009년 Xports 연예인 야구리그 ('한' 소속으로 참가)

- 2009년 KBSN 스포츠 연예인 야구리그 ('한' 소속으로 참가)

- 2010년 Xports 연예인 야구리그 ('한' 소속으로 참가)

- 2012년 ~ 2013년 연예인야구대회에서는 외인구단 소속으로 참가했다. ('한'은 이 대회에 불참했다.)

연예인 야구단 '한' 성적
- 2006년 MBC ESPN 연예인 야구리그 준우승
- 2007년 MBC ESPN 연예인 야구리그 우승
- 2009년 KBSN 스포츠 연예인 야구리그 우승

연예인 야구리그 설문 '최고의 선수'  (2009 연예인 야구리그 선수 60명을 대상으로 한 설문조사)
- 연예인 선수들이 뽑은 최고의 수비수는 단연 이휘재. ‘한’야구단의 유격수인 이휘재는 무려 35표를 받으며 자타공인 최고 수비수 자리에 올랐다.

- 타 연예인 야구팀 선수 중 가장 영입하고 싶은 선수 1위는 누구일까. 다들 웬만한 타격 실력을 지닌 만큼 수비수를 가장 필요로 한 까닭에 24표를 받은 이휘재가 1위에 올랐다. 모델 조수안은 “수비와 타격이 모두 좋다”고 답했고, “분위기 메이커일 듯하다”고 답한 이들도 많았다.

《축구》
- 2007년 홍명보장학재단과 함께하는 2007 자선축구경기에 참여했다.

- 2010년 K3리그 선수로 뛰기 위해 담배를 끊고 체력관리를 하는 등 노력을 했지만 2010년 K3리그 가입을 목표로 했던 FC성은 (서울시티즌, 서울 양천 FC)이 팀 재정 문제로 가입이 불발되면서 무산되었고 팀은 해체되었다.

- 2010년 6월 17일 SBS 《태극기 휘날리며》 멤버로 참여하여 2010 남아공 월드컵 조별리그 2차전 아르헨티나 전이 열리는 요하네스버그 사커시티스타디움에서 태극전사들을 응원했다.

- 2010년 홍명보 자선축구경기에 참여한다고 알려졌으나 신혼여행 때문에 참여하지 못했다.

- 2012년 8월 8일 축구선수 이근호를 응원하기 위해 탄천종합운동장을 찾았다.[31]

- 2013년 2월 2일 안양시 홍보대사인 이휘재는 FC안양 창단식의 사회를 맡았다.[32]

- 2013년 6월 23일 제1회 신영록 선수 돕기 자선 연예인축구대회에 참여했다.

친한 축구인
- 유상철, 이운재, 조재진, 박주영, 조원희, 이근호 외 많은 선수들과 친분을 유지하고 있다.

활동 팀
- 스윗스팟 (단장 - 이휘재 선수 - 이휘재, 노유민, 천명훈, 임슬옹)
- FC죽돌이 (단장 - 이수근 선수 - 이휘재, 이수근, 탁재훈, 윤형빈, 한민관)
- FC시스템 (단장 - 탁재훈 선수 - 이휘재, 탁재훈, 이수근, 김종국, 김현중, 김승현, 이재훈, 안계범)
- 일레븐 (단장 - 최수종 고문 - 이덕화 선수 - 이휘재, 최수종, 이덕화, 박상면, 박준규, 정두홍, 김형일)
- 패밀리 연예인 축구단 (선수 - 이휘재, 이덕화, 박상면, 박준규, 정두홍)

- 축구 포지션 - 오른쪽 풀백

- 등번호 - 5번

- 주력 활동 팀은 스윗스팟이고 스윗스팟의 경기가 없을 때나 이벤트 경기가 있을 때는 FC죽돌이, FC.시스템, 일레븐, 패밀리의 멤버로 참여하고 있다.

스윗스팟 성적
- 2010.08 안양시티즌배 클럽축구대회 우승
- 2011.05 안산시 축구협회장배 클럽축구대회 8강
- 2011.07 챌린져스미션컵 전국클럽축구대회 8강
- 2012.07 서울시 챔피언스리그 양천구대회 8강
- 2012.11 제3회 AT유나이티드 클럽축구대회 우승

《농구》
활동 팀
- 연예인 농구단 레인보우 스타즈 (감독 - 우지원, 단장 - 박준규, 선수 - 이휘재, 송중기, 서경석, 정진운, 나윤권, 천정명, 이종혁, 유태웅, 줄리엔 강, 김성수, 후니훈)

- 농구 포지션 - 가드

- 등번호 - 51번

- 2011년 1월 30일 프로농구 올스타전 경기에 앞서 벌어진 '레인보우 스타즈'와 '피닉스'간의 이벤트 경기에 출전했다.

《배구》
- 배구선수 김연경과 친분이 있다. 김연경이 흥국생명 소속이었을 땐 경기장을 자주 찾아 응원했다.[33]

- 2008.02.07, 2009.01.27, 2009.04.09(챔프 3차전)에 흥국생명을 응원하기 위해 경기장을 찾았고 이 모습이 KBSN 스포츠 카메라에 잡혔다.[34]

- 2009년 1월 27일 이휘재는 장내아나운서와 즉석 인터뷰에서 "아버지는 김호철 현대캐피탈 김호철 감독의 팬이고 어머니가 LIG 세터 황동일의 팬"이라고 말하고 "나는 여자부 흥국생명을 응원한다"고 덧붙였다.[35]

- 카리나 오카시오 전 흥국생명 선수는 가장 잊을 수 없는 팬으로 이휘재를 꼽기도 했다.

《테니스》
- 오전에 큰 조카가 테니스를 배우는 서울 장충동 테니스장에서 테니스를 친다.

- 2012년 12월 28일 잠실실내체육관에서 열리는 Windows8 월드빅매치 샤라포바 vs 보즈니아키 초청경기에서 깜짝 이벤트로 이휘재가 마리아 샤라포바와 한팀을 이뤄 캐롤라인 보즈니아키 - 로리 매킬로이 커플과 혼합 복식 대결을 펼칠 예정이었으나 부상으로 인해 샤라포바의 방한이 취소되었다.

- 2014년 11월 4일 KBS2 우리동네 예체능에서 우리동네 테니스단의 도전자로 합류하였고 덤으로 전 테니스 선수 경력의 방송인 송은이와 미국 주니어 테니스 선수출신이자 이휘재의 큰 조카 데이비드와 함께 출연하였다.

《수영》
- 초등학교 2학년 때 영화 <조스>를 보고 물을 무서워하게 되자 어머니가 수영장에 데려 갔다. 그때 익힌 수영 실력으로 중학교 때까지 수영 선수로 물살을 갈랐고 전국마스터대회 자유형 부문 금상을 받기도 했는데  86년 아시아경기 당시 태릉에 들어갈[36] 예정이었지만 이런저런 사정 때문에 좌절됐다.

- 현재는 서울 장충동 테니스장에서 테니스를 치고 아버지 모시고 스포츠센터에 가는데 아버지가 운동할 동안 수영을 한다.

《마라톤》
- 마라톤대회 10 km 코스에 참가한 적이 있다.

《스텝 박스 에어로빅》
- 2011년 12월 21일 서울 강남구 신사동 더블에이치멀티짐에서 회원들을 대상으로 스텝 박스 에어로빅 수업을 했다.[37][38]

《무술》
- 합기도 공인 2단이다.
- 태권도도 꽤 익혔다.

《등산》
- 등산 팀에 가입했다.
- 아내와 청계산을 자주 간다.

《사이클》
- 사이클 팀에 가입하여 MTB를 즐겨 탄다.

《탁구》
- 아버지의 건강을 위해 본가를 찾아서 아버지와 탁구를 친다.

## 음반 목록
정규 음반
- 이휘재 1집 An Experience(1996년, 타이틀곡: 변명 (Say Goodbye))[39]
- 이휘재 2집 Rebirth(1997년, 타이틀곡: Blessing You)[40]

참여 음반
- 유리상자 Live In Concert(2000년) - 웃어요 (Feat. 김현성, 최재훈, 이기찬, 박혜경, 임재욱, 강현민, 박상민, 이성미, 조혜련, 이휘재, 유재석)
- 송은이 1집 Imagine(2000년) - 축복해요 (With. 김진수, 이휘재, 김한석, 김생민, 정성화, 심태윤, 정상훈)
- 백지영 4집 Smile(2003년) - 2 Man Show (Feat. 이휘재)

## 수상 경력
- 1993년 MBC 방송대상 코미디부문 우수상
- 1993년 TV 저널 제2회 올해의 스타상 코미디언부문 최우수상
- 1993년 PD 연합 연기자상
- 1994년 TV저널 제3회 올해의 스타상 코미디언부문 최우수상
- 1994년 MBC 방송대상 코미디부문 최우수상
- 2000년 제27회 한국방송대상 코미디언상
- 2001년 제2회 대한민국 영상대전 포토제닉상
- 2004년 KBS 연예대상 쇼오락부문 최우수상
- 2005년 KBS 연예대상 쇼오락부문 최우수코너상 (상상플러스 - 세대공감 올드 앤 뉴)
- 2006년 KBS 연예대상 쇼오락부문 최우수상
- 2008년 MBC 방송연예대상 쇼/버라이어티부문 최우수상
- 2010년 MBC 방송연예대상 MC부문 최우수상
- 2013년 KBS 연예대상 프로듀서 특별상
- 2013년 SBS 연예대상 베스트 커플상 (이휘재 ・ 장윤정)
- 2014년 KBS 연예대상 PD 특별상
- 2015년 KBS 연예대상 대상
- 2016년 KBS 연예대상 포토제닉상
- 2021년 KBS 연예대상 베스트 커플상 (with 이현주)

## 같이 보기
- 유재석
- 문정원
- 신동엽
- 강호동
- 이경규
- 김구라
- 박명수
- 정준하
- 정형돈
- 남희석
- 송일국
- 추성훈
- 이혁재
- 탁재훈
- 박미선
- 송은이
- 김한석
- 홍록기
- 이훈
- 박수홍
- 장윤정